# سور الصين العظيم (مجموعة قصصية)
سور الصين العظيم (بالألمانية: Beim Bau der Chinesischen Mauer) مجموعة القصص القصيرة الثالثة من تأليف الكاتب التشيكي فرانز كافكا والأولى التي تنشر بعد وفاته، نشرت للمرة الأولى في عام 1931 بعد وفاته بسبع سنين. قام كل من ماكس برود وهانز يواخيم شوبز بتجميع هذه القصص القصيرة وتحريرها قبل نشرها في برلين. تضمنت المجموعة قصص قصيرة لم تنشر من قبل وقصص طويلة وقطع وأمثال كتبها كافكا في الفترة من عام 1917 وحتى عام 1924 وهو العام ذاته الذي توفي فيه. ظهرت الترجمة الإنجليزية الأولى للمجموعة في عام 1933 في لندن.

## المحتويات
تحتوي المجموعة على الأعمال الأدبية التالية:
- «تحقيقات كلب» «Forschungen eines Hundes».
- «الملجأ» «Der Bau».
- «سور الصين العظيم» «Beim Bau der Chinesischen Mauer».
- «مدير مدرسة القرية» «Der Riesenmaulwurf».
- «الصياد غراخوس» «Der Jäger Gracchus».
- «الزوجان» «Das Ehepaar».
- «الجار» «Der Nachbar».
- «إلتباس شائع» «Eine alltägliche Verwirrung».
- «الجسر» «Die Brücke».
- «راكب الدلو» «Der Kübelreiter».
- «هجين» «Eine Kreuzung».
- «قرع على بوابة القصر» «Der Schlag ans Hoftor».
- «شعار المدينة» «Das Stadtwappen».
- «صمت السيرانات» «Das Schweigen der Sirenen».
- «بروميثيوس» «Prometheus».
- «مشكلة قوانيننا» «Zur Frage der Gesetze».
- «الحقيقة حول سانشو بانثا» «Die Wahrheit über Sancho Pansa».
- «عن الأمثال» «Von den Gleichnissen».
- «حكاية صغيرة» «Kleine Fabel».